# 约翰·普莱恩
约翰·普莱恩（英語：John Prine，1946年10月10日—2020年4月7日），美國鄉村民謠創作歌手。他是一位活躍的作曲家、唱片藝術家和現場表演者，並且以鄉村音樂的幽默風格而聞名。他的著名歌曲有《蒙哥马利的天使》（Angel from Montgomery）、《山姆·斯东》（Sam Stone）等。
他曾於1991年和2005年兩度獲得葛萊美最佳民謠專輯獎。2020年獲得葛萊美終身成就獎。
2020年4月7日，他因感染2019冠狀病毒病在田納西州的纳什维尔去世。